# Neotrygon annotata
Neotrygon annotata é uma espécie de arraia da subordem Myliobatoidei e da família Dasyatidae. Habita ambientes rasos com fundo macio ao norte da Austrália. Com até 24 cm de largura, possui um disco de nadadeira peitoral em forma de losango, de coloração cinza-esverdeada. Sua cauda curta, semelhante a um chicote, apresenta faixas alternadas pretas e brancas, com dobras de nadadeira acima e abaixo. Há fileiras curtas de espinhos nas costas e na base da cauda, mas a pele é predominantemente lisa. Embora exiba o padrão escuro em forma de máscara ao redor dos olhos, típico de seu gênero, não apresenta os padrões ornamentais de outras arraias de seu gênero.
De natureza demersal, Neotrygon annotata alimenta-se principalmente de camarões da infraordem Caridea e vermes poliquetas, e, em menor grau, de pequenos peixes ósseos. É vivípara, com fêmeas dando à luz ninhadas de um ou dois filhotes, nutridos durante a gestação por histotrofo ("leite uterino"). Apesar de não ter valor econômico, é capturada como fauna acompanhante na pesca de arrasto, sendo considerada menos resistente a essas capturas devido à sua constituição delicada. Com distribuição limitada e baixa fecundidade, a IUCN a classifica como espécie quase ameaçada.

## Taxonomia e filogenia
A primeira descrição científica de Neotrygon annotata foi publicada pelo pesquisador da CSIRO, Peter R. Last [en], em 1987, na revista Memoirs of the National Museum of Victoria. O nome específico annotatus deriva do latim an ("não") e notatus ("marcado"), referindo-se à sua coloração. O holótipo é um macho com 21,2 cm de largura, capturado na Austrália Ocidental; diversos parátipos também foram designados. Last colocou a espécie provisoriamente no gênero Dasyatis, observando que pertencia ao grupo de espécies que incluía Neotrygon kuhlii (até então Dasyatis kuhlii). Em 2008, Last e William White elevaram o grupo kuhlii ao status de gênero, Neotrygon, com base em evidências morfológicas e filogenéticas moleculares.
|  | \| \| Neotrygon leylandi [en] \| \| \| \| \| \| Neotrygon picta [en] \| \| \| \| |
|  |                                                                                  |
|  | Complexo de Neotrygon kuhlii                                                     |
|  |                                                                                  |
|  | Neotrygon leylandi [en]                                                          |
|  |                                                                                  |
|  | Neotrygon picta [en]                                                             |
|  |                                                                                  |

|  | Neotrygon leylandi [en] |
|  |                         |
|  | Neotrygon picta [en]    |
|  |                         |

|  | \| \| Neotrygon leylandi [en] \| \| \| \| \| \| Neotrygon picta [en] \| \| \| \| |
|  |                                                                                  |
|  | Complexo de Neotrygon kuhlii                                                     |
|  |                                                                                  |
|  | Neotrygon leylandi [en]                                                          |
|  |                                                                                  |
|  | Neotrygon picta [en]                                                             |
|  |                                                                                  |

|  | Neotrygon leylandi [en] |
|  |                         |
|  | Neotrygon picta [en]    |
|  |                         |

|  | \| \| Neotrygon leylandi [en] \| \| \| \| \| \| Neotrygon picta [en] \| \| \| \| |
|  |                                                                                  |
|  | Complexo de Neotrygon kuhlii                                                     |
|  |                                                                                  |
|  | Neotrygon leylandi [en]                                                          |
|  |                                                                                  |
|  | Neotrygon picta [en]                                                             |
|  |                                                                                  |

|  | Neotrygon leylandi [en] |
|  |                         |
|  | Neotrygon picta [en]    |
|  |                         |

|  | \| \| Neotrygon leylandi [en] \| \| \| \| \| \| Neotrygon picta [en] \| \| \| \| |
|  |                                                                                  |
|  | Complexo de Neotrygon kuhlii                                                     |
|  |                                                                                  |
|  | Neotrygon leylandi [en]                                                          |
|  |                                                                                  |
|  | Neotrygon picta [en]                                                             |
|  |                                                                                  |

|  | Neotrygon leylandi [en] |
|  |                         |
|  | Neotrygon picta [en]    |
|  |                         |

|  | \| \| Neotrygon leylandi [en] \| \| \| \| \| \| Neotrygon picta [en] \| \| \| \| |
|  |                                                                                  |
|  | Complexo de Neotrygon kuhlii                                                     |
|  |                                                                                  |
|  | Neotrygon leylandi [en]                                                          |
|  |                                                                                  |
|  | Neotrygon picta [en]                                                             |
|  |                                                                                  |

|  | Neotrygon leylandi [en] |
|  |                         |
|  | Neotrygon picta [en]    |
|  |                         |

|  | \| \| Neotrygon leylandi [en] \| \| \| \| \| \| Neotrygon picta [en] \| \| \| \| |
|  |                                                                                  |
|  | Complexo de Neotrygon kuhlii                                                     |
|  |                                                                                  |
|  | Neotrygon leylandi [en]                                                          |
|  |                                                                                  |
|  | Neotrygon picta [en]                                                             |
|  |                                                                                  |

|  | Neotrygon leylandi [en] |
|  |                         |
|  | Neotrygon picta [en]    |
|  |                         |

|  | \| \| Neotrygon leylandi [en] \| \| \| \| \| \| Neotrygon picta [en] \| \| \| \| |
|  |                                                                                  |
|  | Complexo de Neotrygon kuhlii                                                     |
|  |                                                                                  |
|  | Neotrygon leylandi [en]                                                          |
|  |                                                                                  |
|  | Neotrygon picta [en]                                                             |
|  |                                                                                  |

|  | Neotrygon leylandi [en] |
|  |                         |
|  | Neotrygon picta [en]    |
|  |                         |

|  | \| \| Neotrygon leylandi [en] \| \| \| \| \| \| Neotrygon picta [en] \| \| \| \| |
|  |                                                                                  |
|  | Complexo de Neotrygon kuhlii                                                     |
|  |                                                                                  |
|  | Neotrygon leylandi [en]                                                          |
|  |                                                                                  |
|  | Neotrygon picta [en]                                                             |
|  |                                                                                  |

|  | Neotrygon leylandi [en] |
|  |                         |
|  | Neotrygon picta [en]    |
|  |                         |

|  | \| \| Neotrygon leylandi [en] \| \| \| \| \| \| Neotrygon picta [en] \| \| \| \| |
|  |                                                                                  |
|  | Complexo de Neotrygon kuhlii                                                     |
|  |                                                                                  |
|  | Neotrygon leylandi [en]                                                          |
|  |                                                                                  |
|  | Neotrygon picta [en]                                                             |
|  |                                                                                  |

|  | Neotrygon leylandi [en] |
|  |                         |
|  | Neotrygon picta [en]    |
|  |                         |

|  | \| \| Neotrygon leylandi [en] \| \| \| \| \| \| Neotrygon picta [en] \| \| \| \| |
|  |                                                                                  |
|  | Complexo de Neotrygon kuhlii                                                     |
|  |                                                                                  |
|  | Neotrygon leylandi [en]                                                          |
|  |                                                                                  |
|  | Neotrygon picta [en]                                                             |
|  |                                                                                  |

|  | Neotrygon leylandi [en] |
|  |                         |
|  | Neotrygon picta [en]    |
|  |                         |

|  | \| \| Neotrygon leylandi [en] \| \| \| \| \| \| Neotrygon picta [en] \| \| \| \| |
|  |                                                                                  |
|  | Complexo de Neotrygon kuhlii                                                     |
|  |                                                                                  |
|  | Neotrygon leylandi [en]                                                          |
|  |                                                                                  |
|  | Neotrygon picta [en]                                                             |
|  |                                                                                  |

|  | Neotrygon leylandi [en] |
|  |                         |
|  | Neotrygon picta [en]    |
|  |                         |

|  | \| \| Neotrygon leylandi [en] \| \| \| \| \| \| Neotrygon picta [en] \| \| \| \| |
|  |                                                                                  |
|  | Complexo de Neotrygon kuhlii                                                     |
|  |                                                                                  |
|  | Neotrygon leylandi [en]                                                          |
|  |                                                                                  |
|  | Neotrygon picta [en]                                                             |
|  |                                                                                  |

|  | Neotrygon leylandi [en] |
|  |                         |
|  | Neotrygon picta [en]    |
|  |                         |

|  | \| \| Neotrygon leylandi [en] \| \| \| \| \| \| Neotrygon picta [en] \| \| \| \| |
|  |                                                                                  |
|  | Complexo de Neotrygon kuhlii                                                     |
|  |                                                                                  |
|  | Neotrygon leylandi [en]                                                          |
|  |                                                                                  |
|  | Neotrygon picta [en]                                                             |
|  |                                                                                  |

|  | Neotrygon leylandi [en] |
|  |                         |
|  | Neotrygon picta [en]    |
|  |                         |

|  | \| \| Neotrygon leylandi [en] \| \| \| \| \| \| Neotrygon picta [en] \| \| \| \| |
|  |                                                                                  |
|  | Complexo de Neotrygon kuhlii                                                     |
|  |                                                                                  |
|  | Neotrygon leylandi [en]                                                          |
|  |                                                                                  |
|  | Neotrygon picta [en]                                                             |
|  |                                                                                  |

|  | Neotrygon leylandi [en] |
|  |                         |
|  | Neotrygon picta [en]    |
|  |                         |

|  | \| \| Neotrygon leylandi [en] \| \| \| \| \| \| Neotrygon picta [en] \| \| \| \| |
|  |                                                                                  |
|  | Complexo de Neotrygon kuhlii                                                     |
|  |                                                                                  |
|  | Neotrygon leylandi [en]                                                          |
|  |                                                                                  |
|  | Neotrygon picta [en]                                                             |
|  |                                                                                  |

|  | Neotrygon leylandi [en] |
|  |                         |
|  | Neotrygon picta [en]    |
|  |                         |

|  | \| \| Neotrygon leylandi [en] \| \| \| \| \| \| Neotrygon picta [en] \| \| \| \| |
|  |                                                                                  |
|  | Complexo de Neotrygon kuhlii                                                     |
|  |                                                                                  |
|  | Neotrygon leylandi [en]                                                          |
|  |                                                                                  |
|  | Neotrygon picta [en]                                                             |
|  |                                                                                  |

|  | Neotrygon leylandi [en] |
|  |                         |
|  | Neotrygon picta [en]    |
|  |                         |

Em uma análise filogenética de 2012, baseada em DNA mitocondrial e DNA nuclear, Neotrygon annotata e Neotrygon ningalooensis [en] foram identificadas como os membros mais basais do gênero Neotrygon. A divergência da linhagem de N. annotata foi estimada em cerca de 54 milhões de anos. Além disso, os indivíduos analisados formaram dois clados geneticamente distintos, sugerindo que N. annotata pode ser um complexo de espécies crípticas. As duas supostas espécies teriam divergido há cerca de 4,9 milhões de anos, possivelmente devido à separação da população ancestral por mudanças na linha costeira.

## Descrição
O disco de nadadeira peitoral de Neotrygon annotata é fino, em forma de losango, com cantos externos estreitamente arredondados, sendo 1,1 a 1,3 vez mais longo que largo. As margens anteriores do disco são suavemente côncavas e convergem em um ângulo amplo até a ponta afilada do focinho. Os olhos pequenos estão próximos, seguidos pelos espiráculos. As narinas são alongadas, com uma aba de pele em forma de saia entre elas. A boca pequena apresenta sulcos proeminentes nos cantos e contém duas papilas finas no assoalho. Papilas pequenas também estão presentes ao redor da boca. Há cinco pares de fendas branquiais. As nadadeiras pélvicas são relativamente grandes e pontiagudas.
A cauda é curta, mal ultrapassando o comprimento do disco quando intacta, com uma base larga e achatada que leva a, geralmente, dois espinhos urticantes. Após os espinhos, a cauda torna-se fina e possui uma longa dobra de nadadeira ventral e uma dobra dorsal mais curta e inferior. A maior parte do corpo não possui dentículos dérmicos; uma fileira mediana de 4 a 13 espinhos pequenos e próximos está presente atrás dos espiráculos, e outra fileira de 0 a 4 espinhos antes dos espinhos urticantes. A coloração dorsal é cinza-esverdeada, tornando-se rosada nas margens do disco; há uma forma escura em máscara ao redor dos olhos e um par de manchas escuras atrás dos espiráculos. A cauda, após os espinhos, apresenta faixas alternadas pretas e brancas de largura variável, terminando em preto na ponta. A parte inferior é branca pura, e a dobra de nadadeira ventral é cinza-clara. Esta espécie cresce até 24 cm de largura e 45 cm de comprimento.

## Distribuição e habitat
Neotrygon annotata habita a plataforma continental do norte da Austrália, das Ilhas Wellesley em Queensland ao Arquipélago Bonaparte na Austrália Ocidental, incluindo o Golfo de Carpentária, o mar de Timor e os mares de Arafura. Há relatos não confirmados de sua presença no sul da Papua-Nova Guiné. É a menos comum entre as espécies de seu gênero nativas da região. Esta espécie é demersal, preferindo habitats com sedimento fino. Foi registrada em profundidades entre 12 e 62 m, geralmente mais afastada da costa do que outras espécies de seu gênero em sua área de distribuição.

## Biologia e ecologia
Neotrygon annotata caça geralmente na superfície do substrato, em vez de cavar em busca de presas. Sua dieta é composta principalmente de camarões da infraordem Caridea e vermes poliquetas, com menor consumo de pequenos peixes ósseos, além de camarões da família Penaeidaeou anfípodes ocasionais. Arraias maiores consomem uma maior variedade de presas e proporcionalmente mais vermes poliquetas em comparação com as menores. A espécie é parasitada pela tênia Acanthobothrium jonesi.
Como outras arraias, Neotrygon annotata é vivípara, com os embriões em desenvolvimento sustentados até o nascimento por histotrofo ("leite uterino") produzido pela mãe. Fêmeas maduras possuem um único ovário e útero funcionais, à esquerda. O tamanho da ninhada é de um ou dois filhotes, que medem de 12 a 14 cm de largura ao nascer. Machos e fêmeas atingem a maturidade sexual com larguras de disco de 20 a 21 cm e 18 a 19 cm, respectivamente. A expectativa máxima de vida é estimada em 9 anos para machos e 13 anos para fêmeas.

## Interações com seres humanos
A principal ameaça à conservação de Neotrygon annotata é a captura como fauna acompanhante na pesca comercial de arrasto. Atualmente, isso é causado principalmente pela Northern Prawn Fishery da Austrália, que opera em toda a sua área de distribuição. Embora descartada quando capturada, Neotrygon annotata é mais delicada que outras arraias de seu gênero, sendo menos provável que sobreviva ao contato com equipamentos de arrasto. Historicamente, a espécie pode ter sido afetada por arrastões japoneses, chineses e taiwaneses que pescaram intensivamente ao norte da Austrália entre 1959 e 1990. Esses fatores, aliados à distribuição limitada e à baixa taxa reprodutiva, levaram à sua classificação como espécie quase ameaçada pela IUCN.